# Lucien Godeaux
 (juillet 2023).
Lucien Godeaux (11 octobre 1887 à Morlanwelz, dans le Hainaut - 21 avril 1975 à Liège) est un mathématicien belge prolifique, surtout connu pour ses travaux en géométrie algébrique. Il est l'auteur de plus de 1 000 articles de journaux et livres, dont 669 sont recensés dans les Mathematical Reviews, ce qui en fait l’un des mathématiciens ayant le plus publié. À une exception près, il était le seul auteur de tous ses travaux.

## Biographie
Son père Auguste Godeaux est ingénieur à la Société des Charbonnages de Mariemont et Bascoup, et directeur de l'École industrielle de Morlanwelz (devenu Institut Technique de Morlanwelz). Lucien commence ses études supérieures par une année à l’École des Mines de Mons (devenue Faculté polytechnique de Mons, incorporée dans l'Université de Mons), avant d’entreprendre des études en mathématiques à l'Université de Liège, qu'il achève en 1911, en ayant notamment suivi les enseignements de Joseph Neuberg et écrit une thèse sur la théorie des systèmes de coniques dans l'espace. 
En 1912, il est invité par Federigo Enriques à l'Université de Bologne. Il visite également l'Université de Göttingen, l'Université de Paris et l'Université de Padoue. En 1914 il est lauréat du Prix Francois-Deruyts décerné par l'Académie Royale de Belgique.
Durant la Première Guerre mondiale, il s'engage dans l'artillerie de l'Armée belge et termine la guerre avec le grade de lieutenant. À partir de 1919, il enseigne à l'École royale militaire, avant d'être nommé le 30 décembre 1925 professeur de géométrie à l'Université de Liège, puis à partir de 1946 professeur d'algèbre et d'analyse jusqu'à sa retraite en 1958. 
Il est élu en 1930 à l'Académie royale des sciences, des lettres et des beaux-arts de Belgique (classe des Sciences), qu'il a dirigé en 1947. Il a fondé le Centre belge de Recherches mathématiques, qui a organisé 22 colloques internationaux de 1948 à 1966.
Il introduit la surface de Godeaux (en), qui a été amplement étudiée par la suite.

## Postérité
La Société royale des Sciences de Liège a créé un prix Lucien Godeaux.
La Société belge de Mathématique organise régulièrement une leçon Godeaux (Godeaux lecture). 

## Travaux
- Les transformations birationnelles du plan (1927)
- La Géométrie (1931)
- Leçons de géométrie projective (1933)[3]
- Questions non résolues de géométrie algébrique : les involutions de l'espace et les variétés algébriques à trois dimensions (1933)[4]
- Les surfaces algébriques non rationnelles de genres arithmétique et géométrique nuls (1934)[5]
- La théorie des surfaces et l'espace réglé (géométrie projective différentielle) (1934)[6]
- Les transformations birationnelles de l'espace (1934)
- Les involutions cycliques appartenant à une surface algébrique (1935)[7]
- Les géométries (1937)
- Observations sur les variétés algébraiques à trois dimensions sur lesquelles l'opération d'adjonction est périodique (1940)
- Introduction à la géométrie supérieure (1946)
- Analyse mathématique (1946)
- Géométrie algébrique I. Transformations birationnelles et géométrie hyperespatielle
- Géométrie algébrique II. Géométrie sur une courbe algébrique, du plan (1949)
- Correspondances entre deux courbes algébriques (1949)
- Leçons de geometrie analytique à trois dimensions